# Phoracantha lata
Phoracantha lata là một loài bọ cánh cứng trong họ Cerambycidae.